# ММ-1
ММ-1 — советский авиационный поршневой двигатель, созданный в ЦИАМ группой конструкторов под руководством Анатолия Алексеевича Бессонова.
Двигатель предназначался для спортивных и учебных самолётов, разрабатывался с 1935 г. Опытный образец начали изготавливать в январе 1936 г. С марта 1936 г. двигатель начал проходить стендовые испытания, которые успешно завершились в декабре 1936 г. В 1937 г. двигатель выставили на государственные испытания. 
В 1938 г. двигатель испытывался в воздухе на самолётах САМ-10 и САМ-11.

## Конструкция
Двигатель создавался как аналог английского мотора «Джипси Сикс», однако отличался от прототипа и размерами и конструкцией.
ММ-1 представлял собой шестицилиндровый рядный перевёрнутый четырёхтактный двигатель воздушного охлаждения. Редуктор и нагнетатель отсутствовали.